# Write once, run anywhere
«Напиши один раз — запускай де завгодно» (англ. Write once, run anywhere, WORA), а іноді WORE (англ. write once, run everywhere) — гасло, створене Sun Microsystems для ілюстрації крос-платформних переваг мови Java.. В ідеалі, це означає, що Java-програма може бути розроблена на будь-якому пристрої, скомпільована в стандартний байт-код і, як очікується, буде працювати на будь-якому іншому пристрої з віртуальною машиною Java (JVM). Установка інтерпретатора JVM або Java на чипи, пристрої або програмні пакети стала стандартною практикою в промисловості.
Платформонезалежність реалізується за рахунок того, що Java — інтерпретована мова. Java-програми зберігаються не у вигляді машинного коду, як .EXE або .COM файли в Windows /MS DOS, а у вигляді байтового (байт-код). Коли запускаєте програму, починає працювати інтерпретатор Java для даної операційної системи (віртуальна машина Java), яка і виконує байтовий код. Віртуальна машина Java (JVM) — це набір певних правил, відповідно до яких той чи інший байткод обробляється в конкретній операційній системі. Для кожної операційної системи (Windows, Solaris, UNIX тощо) існує своя віртуальна машина. Тобто байткод постає у вигляді універсальної мови, яку «зрозуміє» будь-який комп'ютер, якщо на ньому встановлена віртуальна машина Java.